# Szent Korona Szabadegyetem
A Szent Korona Szabadegyetem egy 2008 szeptemberében útjára indult kezdeményezés, melyet a Szent Korona Országáért Alapítvány működtet. A képzési központ célja, hogy hallgatóit megismertesse mindazokkal a történelmi ismeretekkel, melyek az alapítók véleménye szerint a hagyományos oktatás keretei között nem sajátíthatók el.

## A Szent Korona Szabadegyetem küldetése
Az intézményt dr. Varga Tibor jogtörténész alapította, annak alapító nyilatkozatát többek között Andrásfalvy Bertalan néprajzkutató,  Bakay Kornél régész, Balczó András olimpikon, a Nemzet Sportolója, Csepin Péter hagyományörző, Ütő Endre operaénekes, illetve Zachar József történész támogatták, nemcsak aláírásukkal, de tudományos munkásságuk felajánlásával is.
Az alapítók azon a véleményen voltak, hogy a mai magyar tudományos életben hiányzik egy olyan intézmény, mely minden egyes történelmi kérdésre előítéletek és elfogultság nélkül igyekezne válaszokat keresni, emellett szilárd keresztény hiten alapul. Éppen ezért küldetésüket így fogalmazták meg: "Tudni, ismerni az igazságot, hinni a Szentháromság egy Istenben, és szeretetbe ágyazottan cselekedni. A most induló szabadegyetem valójában nem akar más lenni, mint egy „képző műhely”, amelyből a gyógyító lelkületűvé válás nemzetmentő mozgalma indul majd el. A három pillérből egyik sem hagyható el, mégis a szabadegyetem elsődlegesen az első pillér a tudni, az igazságot ismerni pillér kiépítésén tud hatékonyan munkálkodni."

## Tudományos profil
A Szent Korona Szabadegyetem hat féléves képzést nyújt. Első évében egy "Általános Szak" meghirdetésével indult, mely alapvetően nyolc nagy tudományterület mentén igyekszik lefedni azt a történelmi jellegű tudásanyagot, mely "az egyetemi oktatásból kimarad".
Képzési körök és vezetőik:
•	Őstörténet - Történelem: Dr. Bakay Kornél;
•	Jogtörténet: Dr. Tóth Zoltán József, Dr. Varga Tibor;
•	Hadtörténet: Dr. Zachar József;
•	Néprajz: Dr. Andrásfalvy Bertalan;
•	Társadalomtudományok: Dr. Vass Csaba;
•	Egészségtan: Dr. Kellermayer Miklós, Dr. Ütő István;
•	Művészetek: Ütő Endre;
•	Harcművészet: Balczó András, Csepin Péter.
2009-ben indult útnak emellett az általános, a magyarság történetével, jogtörténetével, művészetével és hitéletével kapcsolatos szak mellett a "Média Szak", mely további hat nagy tudományterületen igyekszik információkkal szolgálni az érdeklődőknek.
Képzési körök és vezetőik:
•	Médiaretorika: Kubinyi Tamás;
•	Médiaismeret:  Kubinyi Tamás;
•	Médiaetika: Kubinyi Tamás;
•	Közéleti kommunikáció: Kubinyi Tamás;
•	Kommunikációtörténet: Dr. Vass Csaba;
•	Kommunikáció- és médiaelmélet: Dr. Vass Csaba.